# 句鑃

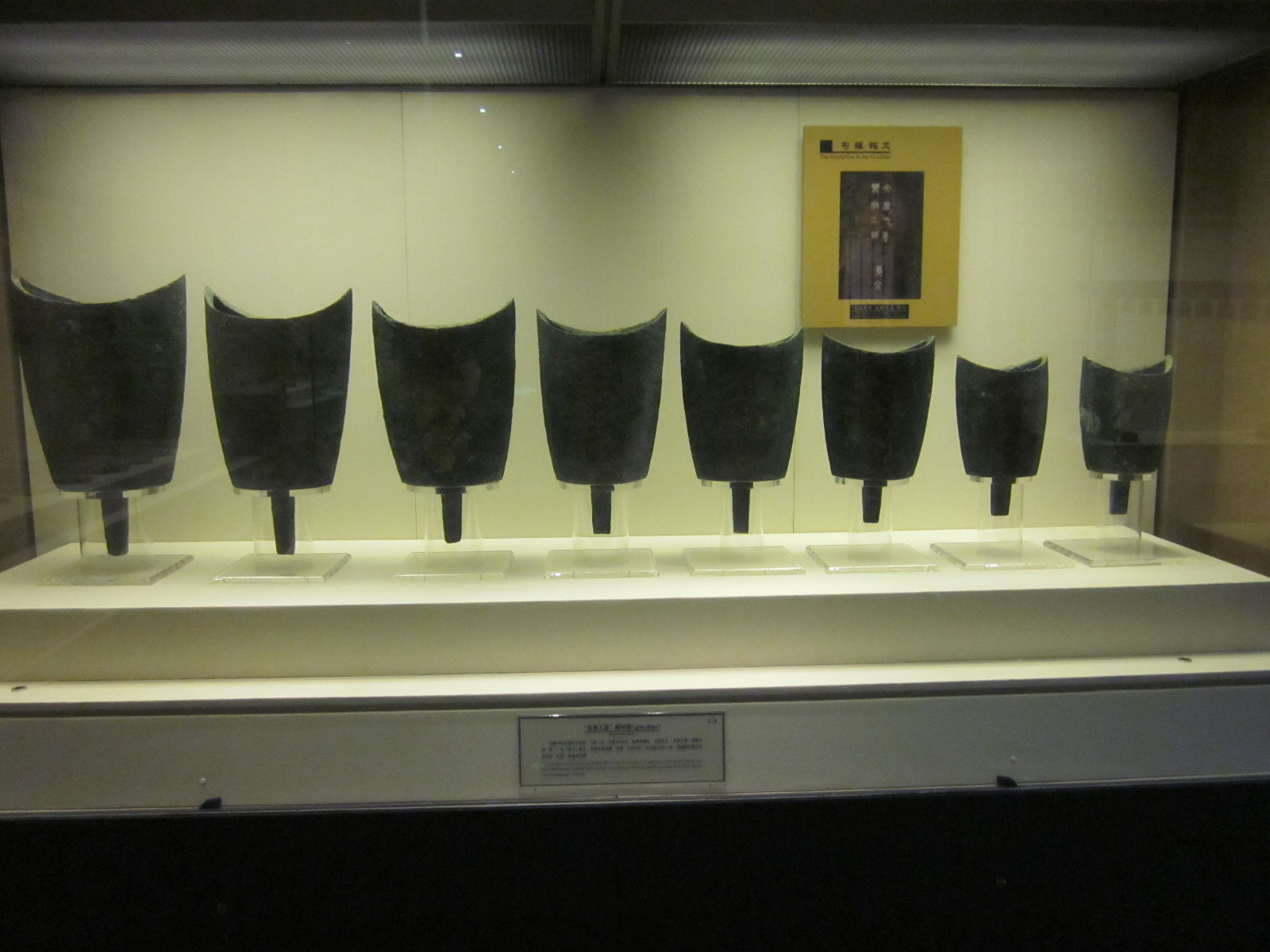
广东广州出土的南越文王墓中的一套句鑃（公元前129年制造），是迄今唯一刻有准确纪年的句鑃

句鑃是一种手持的打击青铜乐器，常见于春秋晚期和战国时期。

## 特征
句鑃形制横截面呈椭圆形，纵向长度稍长于横向，或者接近圆形，器壁较厚，有很浅的凹弧口，顶有一柄，为扁平或圆柱形，较长便于击敲。多出土于长江下游吴越地区（吴越文化），为当时春秋战国时期吴国、越国乐器。在古代多用于祭祀或宴请场合。

## 考古
在早期春秋时期，句鑃主要作为辅助乐器出现，在吴国常州武进淹城遗址出土7件（现藏于中国历史博物馆）、溧阳征集2件，均为早期句鑃。湖北广济鸭儿洲河出土2件，高淳青山、松溪出土10件均属于此时期（现藏于镇江市博物馆）。在春秋中期，句鑃出现组编使用，其纹饰和做工均有区别，特别是三角及雷纹组合。公元前473年越灭吴之战后，越国沿用句鑃，句鑃在吴越等地均有出土，其中包括安徽广德出土的9件、无锡鸿山墓地出土一套、浙江绍兴出土的“配儿句鑃”（学者考证为吴国太子波的乐器，越灭吴后进入越境）。此外江西都昌县罗岭村发现1件、浙江武康山7件（其中有两件有铭文“其次句鑃”），海盐出土12件战国瓷句鑃，常熟出土1件句鑃（刻有“姑冯”）。
在战国晚期至西汉，句鑃开始出现变化，柄较短，通体多为素面。1983年广州西汉南越王墓东耳室北部出土一套8件青铜句鑃，一面阴刻篆文“文帝九年乐府工造”，并刻有编码，重量与大小依次递减。它也是迄今唯一刻有准确纪年的句鑃。